# Raiffeisenbank Gmund am Tegernsee
Die Raiffeisenbank Gmund am Tegernsee eG ist eine Genossenschaftsbank mit Sitz in der bayerischen Gemeinde Gmund am Tegernsee im Landkreis Miesbach.

## Geschichte
Die heutige Raiffeisenbank Gmund am Tegernsee eG wurde am 18. Juni 1911 gegründet. 36 Bürger aus Gmund gründeten damals den Darlehnskassenverein Gmund am Tegernsee eGmuH.
In den Vorstand wurden der Käsereibesitzer Anton Floßmann sowie der Schlosser und Spenglermeister Karl Echter gewählt. Ab dem Jahr 1928 firmierte die Bank dann als Genossenschaftsbank Gmund am Tegernsee eingetragene Genossenschaft mit unbeschränkter Haftpflicht. Letztmals fusionierte die damals als Genossenschaftsbank Gmund am Tegernsee eGmuH firmierende Bank im Jahr 1942 mit der Spar- und Darlehnskasse Rottach-Egern eGmuH mit dem Sitz im damaligen Rottach.

## Rechtsverhältnisse
Die Raiffeisenbank Gmund am Tegernsee eG ist im Genossenschaftsregister beim Amtsgericht München unter GnR 238 eingetragen.

## Organisationsstruktur
Rechtsgrundlagen sind das Genossenschaftsgesetz und die durch die Generalversammlung beschlossene Satzung. Organe der Bank sind der Vorstand, der Aufsichtsrat und die Generalversammlung.

## Sicherungseinrichtung
Die Raiffeisenbank Gmund am Tegernsee eG ist der amtlich anerkannten Sicherungseinrichtung des Bundesverbandes der Deutschen Volksbanken und Raiffeisenbanken GmbH und der zusätzlichen freiwilligen Sicherungseinrichtung des Bundesverbandes der Deutschen Volksbanken und Raiffeisenbanken e.V. angeschlossen.

## Geschäftsausrichtung
Die Raiffeisenbank Gmund am Tegernsee eG betreibt das Universalbankgeschäft. Im Verbundgeschäft arbeitet sie mit der DZ Bank, R+V Versicherung, Bausparkasse Schwäbisch Hall, Teambank, VR Leasing,  DZ Hyp und der Union Investment zusammen.

## Geschäftsgebiet
Das Geschäftsgebiet liegt im Süden und Westen des Landkreises Miesbach rund um den Tegernsee.
An diesen Orten betreibt die Bank Filialen:
- Gmund am Tegernsee (Hauptstelle, jur. Sitz + 1 SB-Geschäftsstelle)
- Bad Wiessee (SB-Geschäftsstelle)
- Tegernsee (SB-Geschäftsstelle)
- Rottach-Egern (Geschäftsstelle)

## Sonstiges
Die Bank wurde national und international durch die Einführung der Negativverzinsung der Guthaben auf Tagesgeld- und Girokonten bekannt. Betroffen sind Bestände von mehr als 100.000 Euro bei der Raiffeisenbank Gmund am Tegernsee eG.